# Abfahrsignal
Das Abfahrsignal (oft unkorrekt „Abfahrtsignal“ genannt) ist ein Eisenbahnsignal mit der Bedeutung „Abfahren“ oder „Durchfahren“. Mit ihm wird ein Zug beauftragt, zum Beginn der Fahrt bzw. nach einem Zwischenhalt unterwegs abzufahren oder auf einer Betriebsstelle anstelle eines vorgesehenen Haltes durchzufahren.
Das Signal kommt in erster Linie auf Personenbahnhöfen als Auftrag zur Abfahrt von Reisezügen zum Einsatz, gilt aber auch für andere Züge. Es ist in Deutschland in der für alle Eisenbahnen des öffentlichen Verkehrs geltenden Eisenbahn-Signalordnung beschrieben, die als Signalbuch (Ril 301) der Deutschen Bahn AG auch den Text dieser Rechtsverordnung enthält. Das Signal trägt die Kurzbezeichnung „Zp 9“ (Abk.: Zp = Zugpersonalsignal).
Das Erteilen des Abfahrauftrages ist Aufgabe der Zugaufsicht, das ist in der Regel der Zugführer, auf großen Personenbahnhöfen die örtliche Aufsicht.
Das Abfahrsignal kommt in Deutschland in folgenden Varianten zur Anwendung:
1. als Handsignal mit dem so genannten Befehlsstab: Eine runde weiße Scheibe mit grünem Rand oder – insbesondere bei Dunkelheit – ein grünes Licht; bei den nichtbundeseigenen Eisenbahnen (NE) genügt als Handzeichen das Hochhalten einer Hand oder
2. als Lichtsignal: Ein aus mehreren Lichtpunkten gebildeter grüner Ring (Gebiet der ehemaligen Bundesbahn) oder senkrechter grüner Lichtstreifen (Gebiet der ehemaligen Reichsbahn) oder
3. mündlich oder fernmündlich mit dem Zuruf „Abfahren“ an den Triebfahrzeugführer.

Vor dem Erteilen des Abfahrauftrages wird ein Achtungspfiff gegeben, der den Auftrag zum Türenschließen mithilfe der pneumatischen Türschließanlage gibt und gleichzeitig alle Beteiligten – Mitarbeiter der Bahn ebenso wie die Personen im Zug und auf dem Bahnsteig – auf die unmittelbar bevorstehende Abfahrt aufmerksam machen soll (siehe auch Zugaufsicht).
Im Rahmen eines Versuches zur Beschleunigung des Betriebsablaufes ist bei DB Fernverkehr seit dem 17. Oktober 2016 der Gebrauch des Lichtsignals nicht mehr üblich und nur das Handsignal zu nutzen. Das gilt nicht für Bereiche mit örtlicher Aufsicht.
Das Zp-9-Handsignal wurde bei DB Fernverkehr zum Januar 2021 durch eine Lösung per App ersetzt. Die Zp-9-Lichtsignale kommen weiterhin zum Einsatz.
In dem mit ETCS „ohne Signale“ ausgerüsteten zukünftigen Hauptbahnhof in Stuttgart sollen – nach Angaben von Anfang 2021 – Zp 9, neben zwei als Zufahrtsicherungssignalen dienenden Hauptsignalen, die letzten Lichtsignale sein. Nach Angaben von Ende 2021 soll im Digitalen Knoten Stuttgart darauf verzichtet werden. Eine „digitale Lösung“ solle noch geschaffen werden.

## Galerie

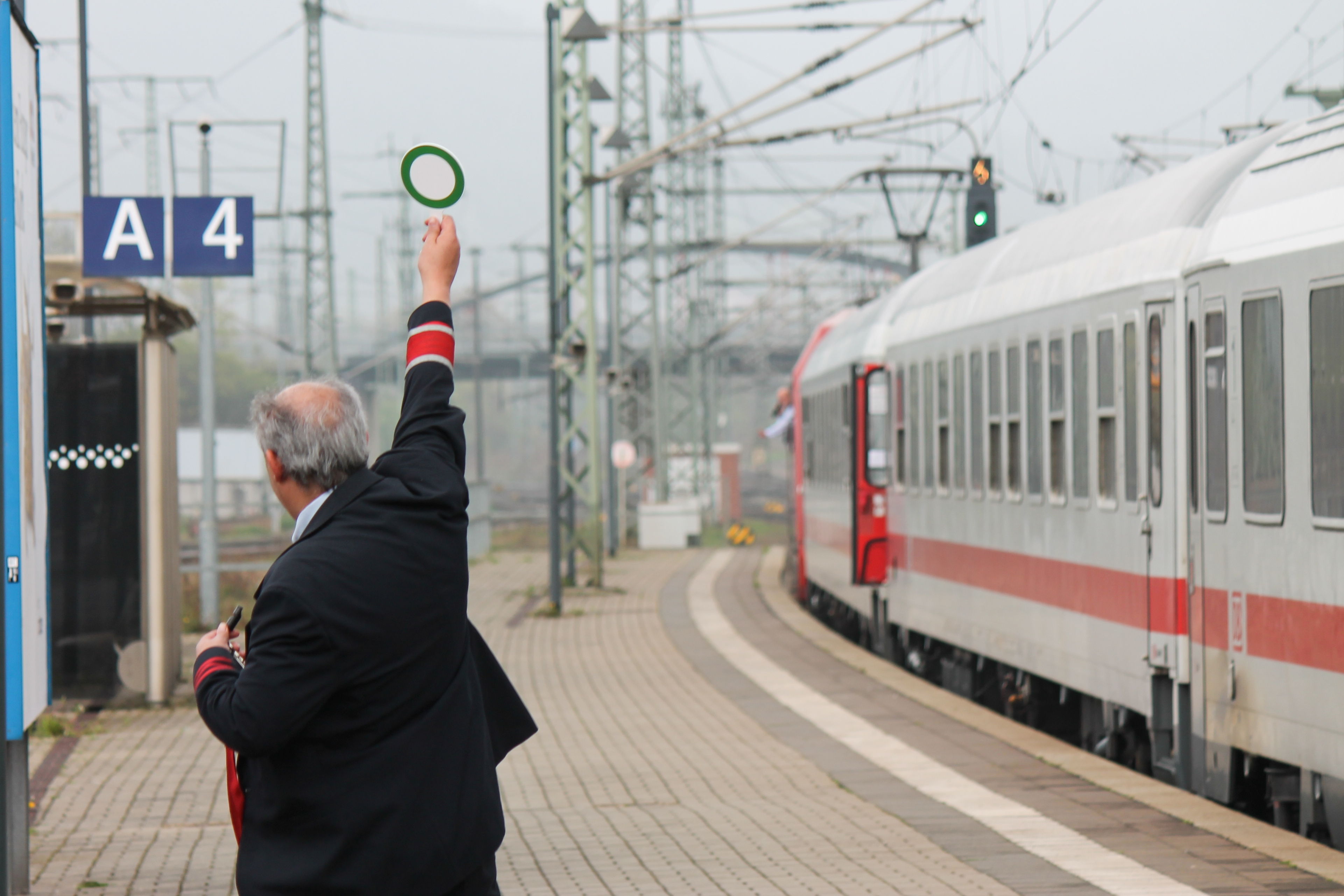
Handsignal
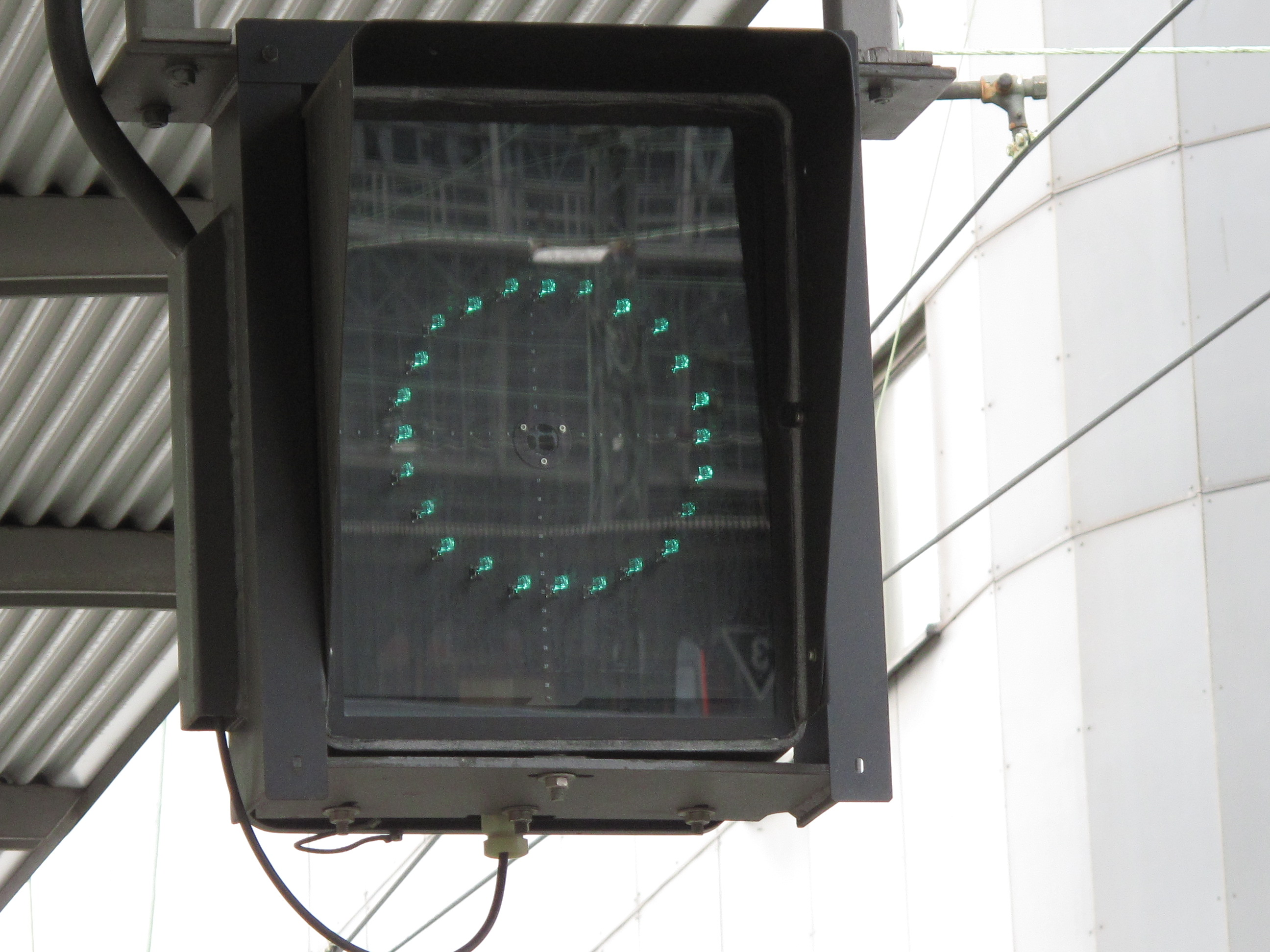
Lichtsignal Zp 9 (grüner Ring)
Lichtsignal Zp 9 (grüner Streifen) an einem Hl-Signal
Symbol an Bediensäulen für Zp 9-Lichtsignal
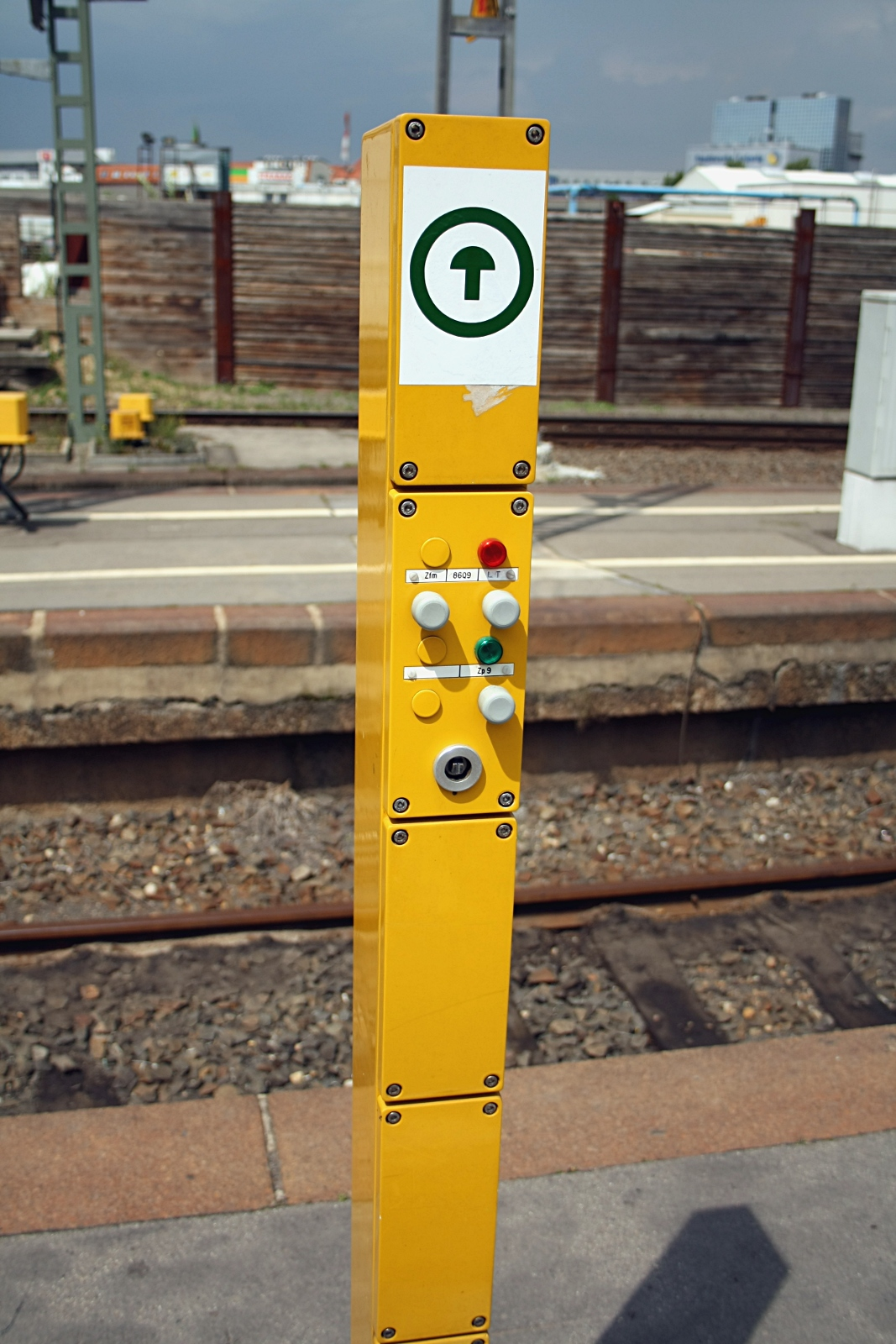
Bediensäule für das Zugpersonal mit Zp 9-Signal
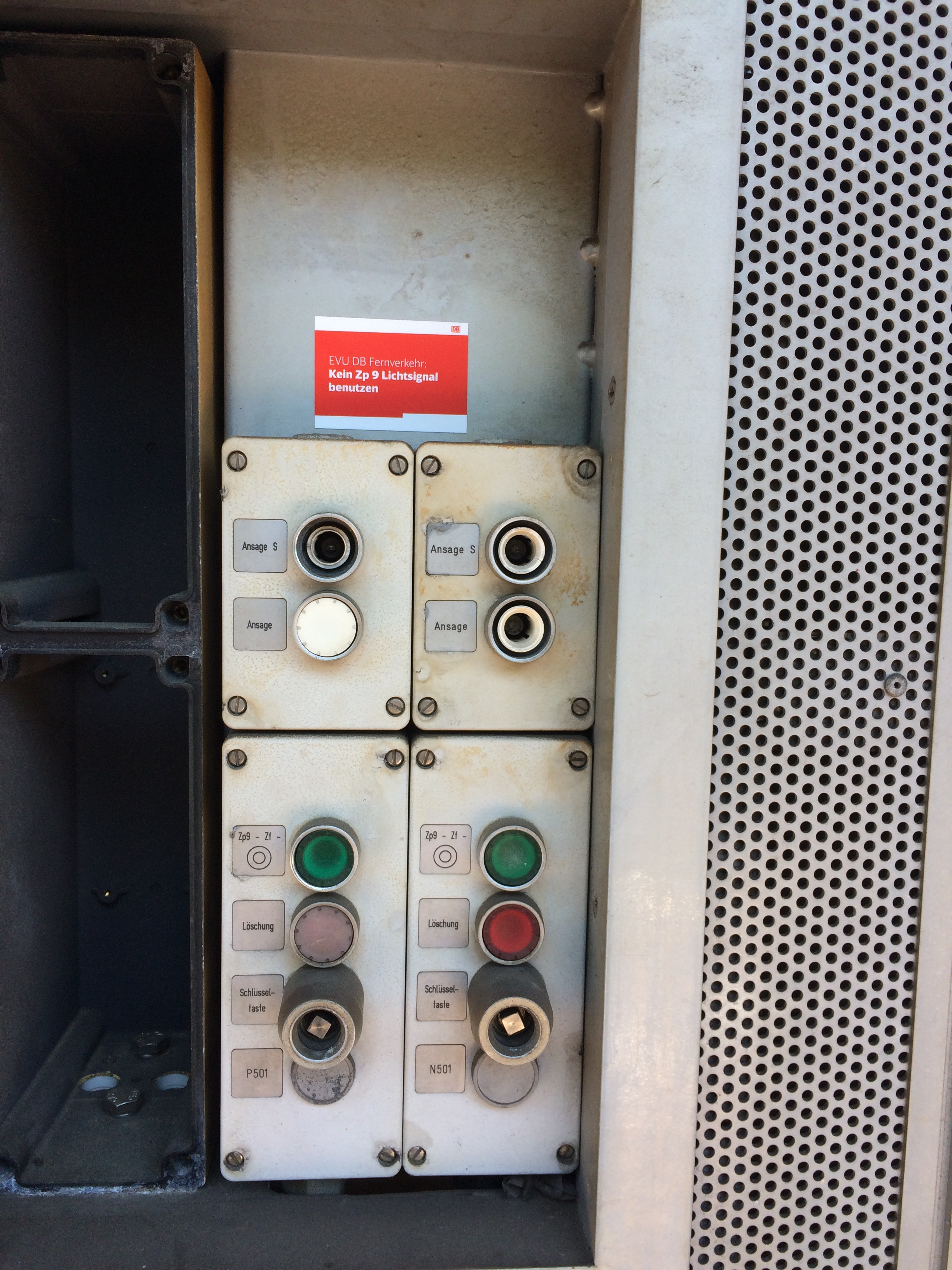
Bedientafel Zp 9 im Bahnhof Kassel-Wilhelmshöhe